# Edmond Frémy
Edmond Frémy, nascut a Versalles el 28 de febrer de 1814 i traspassat a París el 3 de febrer de 1894, va ser un químic francès que aïllà per primera vegada l'àcid fluorhídric i sintetitzà rubís artificials.

## Biografia
Va ser introduït a la química pel seu pare François Frémy, professor de química a Saint-Cyr. En 1831, va ingressar en el laboratori de Joseph Louis Gay-Lussac a l'Escola Politècnica i es va convertir en el seu assistent el 1833. El 1837, va entrar en el Col·legi de França i va ser nomenat preparador i després ajudant de Théophile Jules Pelouze a l'Escola Politècnica, abans de ser el seu successor com a professor l'any 1846. El 1850 va succeir a Gay-Lussac a la càtedra de química del Museu d'Història Natural, on va ser director de 1879 a 1891, després de Michel Eugène Chevreul. També va ser director d'estudis a la 2a secció de l'École Pratique des Hautes Études. El 1857 va ser elegit membre de l'Acadèmia de Ciències, i president el 1875.

## Obra
Frémy va realitzar investigacions sobre l'àcid òsmic, els ferrats, els estannats, els plumbats i l'ozó. Va tractar d'obtenir lliure el fluor per electròlisi del fluorurs fusos però no ho aconseguí. Tanmateix va aïllar per primera vegada l'àcid fluorhídric anhidre i una sèrie d'àcids, la naturalesa dels quals ha estat durant molt de temps objecte de debat. Va estudiar la coloració de les fulles i les flors, la composició dels ossos i el cervell d'animals i altres substàncies. També va estudiar els processos de fermentació tema pel qual va estar en contínua disputa amb Louis Pasteur.
Convençut de la importància de les aplicacions tècniques de la química, Frémy es va preocupar en especial per la formació dels químics industrials. En aquest camp, de la química industrial, va contribuir als estudis sobre la fabricació de ferro i acer, àcid sulfúric, vidre i paper, i en la saponificació de greixos amb àcid sulfúric i l'ús d'àcid palmític en la fabricació d'espelmes.
En els últims anys de la seva vida, va estudiar el problema de l'obtenció d'alúmina en la seva forma cristal·lina I, i va aconseguir obtenir rubís idèntics als naturals, tant en termes de composició química com de propietats físiques.